# Комплекс построек товарищества канатной фабрики И. Гота
Комплекс построек товарищества канатной фабрики И. Гота — памятник архитектуры. Расположен в Санкт-Петербурге, современный адрес комплекса — Петровский проспект, 20.
После основания Санкт-Петербурга территория была занята дачами, но уже с XVIII века остров был частично занят складами и производством. Канатная фабрика была основана в 1800 году и принадлежала семье основателей, Готам, более ста лет (точная дата основания неизвестна, возможно, она относится к 1790-м годам; документы об основании были уничтожены при наводнении 7 ноября 1824 года, отсчёт ведётся со времени приобретения участка земли Якимом (Иоганом, Екимом, Яковом) Фёдоровичем Гот).
В глубине обширной территории фабрики стояли амбар, здание завода со складом, смоляной корпус, здание паровых котлов и другие. К берегу Невы выходили дома рабочих. Дом владельца с садом стоял за оградой с воротами со стороны Петровского проспекта.
Изначальные здания были деревянными, они надстраивались и реконструировались. С 1890 году сгорел канатный цех, его новое одноэтажное краснокирпичное здание 400 метров в длину было построено по проекту Г.Г. фон Голи в 1890 году. Внутри здания стояли железобетонные колонны и специальные машины, тянувшие канаты. К канатному корпусу примыкает склад, на потолочной балке которого висят металлические весы, на стенах сохранились сделанные от руки надписи от руки (например, «20-го марта 1913 года тепло»), точное практическое значение которых неизвестно.
Кирпичный амбар с дебаркадером и навесом был построен в 1872 году по проекту Р. Б. Бернгарда. Внутри склада стоят брандмауэры, балки перекрытия опираются на брёвна, на второй этаж ведёт деревянная лестница. Бернгард сам придумал конструкцию перекрытия, металлические поперечные фермы (как клёпаные, так и на болтах) и систему стяжек.
Смольня построена в кирпичном стиле, у неё фигурные ниши и сводчатое перекрытие с подпружной аркой.
Большинство прочих сохранившихся производственных корпусов — одноэтажные здания в кирпичном стиле.
Дом владельца построен в 1882 году по проекту А. А. Риттера, он каменный на высоком цоколе, решён в стиле эклектики, к нему пристроены деревянная галерея и зимний сад. Цокольный этаж рустован, фасад украшен лопатками, у фронтона пристройки лестницы лепнина в тимпане. В доме мраморная лестница и камины, изразцовая печь, потолок с кессонами сделан из дуба; в мезонин ведёт деревянная лестница.
К 1903 году на фабрике (не считая смежных предприятий) работало 200 человек, в 1914 году — 1250 рабочих. После революции фабрика была национализирована, в 1920 году получила название Петровская канатная фабрика «Петропенькострой», в 1922 году стала Петроградской (с 1924 года — Ленинградской) государственной фабрикой «Канат», несколько раз меняла подчинённость. Во время блокады Ленинграда была законсервирована, с причала фабрики шли обстрелы позиций врага, в 1953 году была объединена с фабрикой «Работница», в 1971 году — с фабрикой «Нева», с 1993 года работает как акционерное общество открытого типа «Канат».